# 8294 Takayuki
8294 Takayuki è un asteroide della fascia principale. Scoperto nel 1992, presenta un'orbita caratterizzata da un semiasse maggiore pari a 3,0170895 UA e da un'eccentricità di 0,0688960, inclinata di 9,09156° rispetto all'eclittica.